# Liste des évêques et archevêques d'Embrun
Cette liste des évêques et archevêques d'Embrun présente les titulaires successifs de l'évêché puis archevêché d'Embrun en Provence, qui s'y sont succédé du IVe au XVIIIe siècle.

## Présentation historique de l'archevêché
Établi au milieu du IVe siècle, l'évêché d'Embrun est érigé en archevêché en 794. Il avait pour suffragants les évêchés de Digne, de Vence, de Glandève, de Senez et de Nice. Il s'y ajouta, en 1244, celui de Grasse.
Le siège archiépiscopal fut rétrogradé en 1790 et devint évêché suffragant d'Aix. Il fut supprimé en 1802. Le diocèse fut rattaché à celui de Digne.
Les archevêques étaient princes d'Embrun, comtes de Beaufort et de Guillestre. Au Moyen Âge, ils ont frappé monnaie.
Cinq conciles ou synodes ont été tenus à Embrun: en 588, 1267, 1290, 1582 et 1727. À l'occasion de ce dernier, qui eut un grand retentissement, on déposa l'évêque janséniste de Senez, Jean Soanen.

## Liste des évêques et archevêques d'Embrun

### Évêques
| Nom français    | Noms latins | Début                   | Fin         | Notes |
| --------------- | ----------- | ----------------------- | ----------- | --- |
| Saint Marcellin | Marcellinus | 310 ou 353              | 350 ou 370. | Marcellin meurt le 20 avril 374. |
|                 |             | 350 ou 370              | 370 ou 374  | Un évêque Arien, probablement imposé par l'empereur Constance II et dont les annales catholiques n'ont pas conservé le nom. |
| Artéme          | Artemius    | avant le 12 juillet 374 | vers 400    | Il assiste, le 12 juillet 374 à un concile tenu à Valence et fait construire en 393, une église consacrée à la Vierge et dans laquelle il dépose les reliques de Nazaire de Milan et de Celse de Milan. |
| Albin           | Albinus     | vers 400                |             | Il fait partie des évêques assemblés à Turin, en 405, qui reconnaissent, sa vie durant l'autorité, de Procule de Marseille qui les avaient consacrés,. |
| Armentaire      | Armentarius | 438                     |             | Il est élu évêque, encore adolescent, sous la pression de laïques en 438. Hilaire, archevêque d'Arles, assemble le 29 novembre 439 un concile à Riez qui réduit Armentaire à une position intermédiaire entre l'évêque et les prêtres (Chorévêque). Il a peut-être succédé à saint Ménelphale sur le siège d'Aix-en-Provence. |
| Ingénu          | Ingenuus    | 440 .                   | 465 ou 475  | Il est sacré par l'archevêque Hilaire d'Arles dont il prend la défense lorsque ce dernier entre en conflit avec le pape Léon Ier. Il est à son tour rappelé à l'ordre par le pape Hilaire qui lui reproche l'abandon de ses droits de métropolitain au bénéfice des archevêques d'Arles. Il devient alors l'un des plus acharnés défenseurs de ceux-ci. Il assiste au concile tenu à Rome le 19 novembre 465. On ne sait pas exactement quand et de quelle manière s'est terminé son pontificat. |

- 441-† vers 475[1]: Ingenuus
- septembre 517: Catulin[2] (ou Catulinus)
- saint[3] Gallican Ier[4] (ou Gallicanus)
- saint Pallade[5] (ou Palladius[6], ou Peladius[7])
- vers 541-vers 549: Gallican II[8] (ou Gallicanus)
- vers 567-579: Saloine[5] (ou Salonius[6]) ; frère de Sagittaire, évêque de Gap[9].
- vers 585-vers 588: Emérite (ou Emeritus)
- 614: Lopacharus
- vers 630: saint Albin (ou Albinus)
- vers 650-vers 653: Ætherius (ou Emitherius[7])
- Thierry III sous son règne (679 – 691), dépose un Chramlin[10]
- vers 726 et potentiellement jusqu'en 740 : Vualchinus (ou Walchin), oncle du patrice Abbon, le fondateur de l'abbaye de la Novalaise[11].
- vers 791-794: Marcellus

### Archevêques
- saint Bernardus
- 829: Agéric (ou Agericus)
- vers 853-vers 859: Aribert Ier[5] (ou Arbertus[6])
- 876: Bermond (ou Bermondus)
- 878: Aribert II (ou Aribertus)
- 886[12] ou 887[13]: Ermold[5] (ou Ermaldus[6], ou Ermoldus[7])
- 890-899: Arnaud[14] (ou Arnaudus)
- 900-tué vers 916: saint Benoît Ier (ou Benedictus)
- vers 920: saint[3] Libéral (ou Liberalis), mort lors de l'invasion des Sarrasins[15].
- 943-† vers 960: Boson (ou Boso)
- vers 970: Amédée[16] (ou Amadeus)
- vers 992: Ponce[17] (ou Pontius)
- vers 1007-1010: saint Ismidias[5] (ou Ismidius[6], ou Amadeus[7])
- vers 1016-vers 1027: Radon (ou Rado)
- vers 1033-1044: Ismidon/Hismidon (ou Ismodus[7])
- vers 1048: Vivemne[5] (ou Virmnamanus[6], ou Vivemnus[18])
- vers 1050-1054: Guinervinaire[5] (ou Guinervinarius[6], ou Guinivernarius[7])
- 1054-1055: Hugues (ou Hugo), déchu pour cause de simonie[19].
- 1055-1065[12]: Viminien[5] ou Guinamand[20] (ou Viminianus[6], ou Guinimandus[7], ou Guinamandus[7])
- 1066-1077: Guillaume Ier[21]
- 1077: Pierre Ier[21]
- vers 1080-1084: Lantelme (ou Lantelmus), choisi pendant le concile d'Avignon[19].
- 1105-1118: Benoît II (ou Benedictus)
- 1120-† 1134: Guillaume II (ou Guilielmus)
- 1135-† 7 décembre 1169: Guillaume III de Bénévent (ou Guilielmus)
- 9 janvier 1170-† 1176: Raimond Ier (ou Raymundus)
- vers 1177-1189: Pierre II Romain (ou Petrus Romanus)
- 1189-† 1208: Guillaume IV de Bénévent (ou Guilielmus)
- 1208-1212: Raimond II Sédu (ou Raymundus)
- 1212-† vers 1235: Bernard Ier Chabert (ou Bernardus)
- 1236-† 23 mai 1245: Aimar
- 1246-† 1250: Humbert
- 1250-6 novembre 1261: cardinal Henri de Suse[5] (ou Henricus Bartholomei de Suse[6])
- 1261-1267: siège vacant
- 1267-1275: Melchior[fisquet 4]
- 1275-† 1286: Jacques II Sérène (ou Jacobus)[fisquet 5].
- 4 août 1286-† 1289: Guillaume V (ou Guilielmus)[fisquet 6].
- 8 octobre 1289-† 28 juin 1294: Raymond de Mévouillon (ou Raymundus Médullionis[7])[fisquet 7].
- 28 mars 1295 - 26 mai 1311: Guillaume VI de Mandagot.
- 22 mai 1311-† septembre 1317: Jean Ier du Puy (ou Joannes)
- 1319-† vers 1323: Raimond IV Robaud[5] (ou Raymundus Robaudi[6])
- 5 septembre 1323-1338: cardinal (1338) Bertrand Ier de Déaulx
- 27 janvier 1338-17 décembre 1350:  Pasteur de Sarrats, créé cardinal le jour de la fin de son épiscopat à Embrun, le 17 décembre 1350.
- 16 février 1351-† 1361 ou 1363: Guillaume VII de Bordes
- 1361-1364: Raimond V de Salg[22] (ou Raymundus)
- 8 janvier 1364-5 septembre 1365: Bertrand II de Castelnau[5] (ou de Castro-novo[6])
- 1365-1366: Bernard II
- 1366-18 décembre 1378: cardinal (1378) Pierre III Ameil (ou Petrus Ameil de Sarcenas[23])(Consultez sa bio. Il y a la copie d'une de ses lettres au pape, écrite sous ce mandat).
- 1379-† 1er mai 1427: Michel Étienne[5] (ou Michael Stephani[6])
- juillet 1427-† 7 septembre 1432: Jacques III Gélu (ou Jacobus)
- 1432-† 17 janvier 1457: Jean II Girard (ou Joannes Gérard[7])
- 1457-vers 1470: Jean III de Montmagny[24]
- vers 1470-† septembre 1494: Jean IV Baile[5] (ou Joannes Bayle[6])
- octobre 1494-† 27 juillet 1510: Rostaing d'Ancezune[5] (ou Rostagnus[6])
- juillet 1510-1511: Jules de Médicis, futur pape Clément VII.
- 1511-1516: Nicolas Fieschi (ou Nicolas de Fiesque[5], ou Nicolaus Fieschi[6]), cardinal de Gênes.
- 1517-1525: François de Tournon, qui sera cardinal en 1530.
- 1526-1551: Antoine de Lévis de Château-Morand[25] (ou Antoninus)
- 1551-† 27 juin 1555: Balthasar de Jarente[5] (ou Balthasar-Hercule de Jarente[6])
- 1555: Claude de Laval de Bois-Dauphin[26] (ou Louis de Laval de Bois-Dauphin[5])
- 23 mars 1556-7 février 1560: cardinal Robert de Lenoncourt
- 7 février 1560[27]-† juillet 1600: cardinal Guillaume VIII d'Avançon de Saint-Marcel
- 16 décembre[28] 1601-† 24[29] janvier 1612: Honoré du Laurens[5] (ou Honoratus de Laurens[6]), frère de l'archevêque d'Arles, Gaspard du Laurens.
- 16 novembre 1612-† 27[30] octobre 1648: Guillaume IX d'Hugues (ou Guilielmus)
- 12 septembre 1649-4 septembre[31] 1668: Georges d'Aubusson de la Feuillade
- 1668-† 3 novembre 1714: Charles Brûlart de Genlis (ou Carolus)
- 12 janvier 1715-23 avril 1719: François-Elie de Voyer de Paulmy d'Argenson (ou Franciscus-Elias)
- 1er novembre 1719-† 26 avril 1724: Jean-François-Gabriel de Hénin-Liétard[5] (ou Jean-François de Hénin-Liétard[6], ou Louis-François-Gabriel de Hennin-Liétard[32])
- 2 juillet 1724[33]-11 novembre 1740: cardinal (23 février 1739) Pierre IV Guérin de Tencin (ou Petrus)
- 8 janvier 1741-17 avril 1767: Bernardin-François Fouquet (ou Bernardin-Louis Fouquet[32])
- 19 avril 1767[34]-1790: Pierre-Louis de Leyssin (ou Petrus-Ludovicus) (titulaire nominal du siège jusqu'à sa mort le 26 août 1801).

### Évêques constitutionnels
- 3 avril 1791-1793 : Ignace de Cazeneuve[35], évêque constitutionnel.
- décembre 1799- septembre 1801 : André Garnier, évêque constitutionnel.

Le siège est de facto vacant entre 1793 et 1802, date de sa suppression, par intégration au diocèse d'Aix-en-Provence.